# 기능사
기능사(技能士, Craftsman)는 1973년 12월 31일 국가기술자격법 제정에 따라 생겨난 대한민국의 국가기술자격이다. 기능사의 역할은 수준 높은 숙련기능을 가지고 기술분야의 업무에 종사하는 것이다.

## 역사

전기기기능사 자격증

1973년 12월 31일 국가기술자격법 제정으로, 기능사는 기능장과 기능사 1·2급, 기능사보의 4개 등급으로 이루어져 있었으며, 1999년 3월 28일에 기능사보가 폐지되고 기술계/기능계 구분 폐지로 기능장이 기능사에서 분리되었다. 그리고 기능사 1급은 기사 2급·다기능기술자와 함께 산업기사로 통합되고, 기능사 2급은 기능사(技能士)로 명칭이 변경되었다.
2009년부터 영사기능사는 영화진흥위원회에서, 2010년부터는 무선설비기능사, 방송통신기능사, 전파통신기능사, 전파전자기능사는 한국방송통신전파진흥원에서 검정을 담당하며, 2012년부터는 한국산업인력공단에서 시행하던 정보처리기능사, 정보기기운용기능사, 미용사 (일반), 미용사 (피부), 제과기능사, 제빵기능사, 한식조리기능사, 양식조리기능사, 일식조리기능사, 중식조리기능사, 지게차운전기능사, 굴삭기운전기능사 등 상시검정을 시행하는 12개 종목이 한국기술자격검정원으로 검정업무가 위탁되었다. 2018년 7월 1일부터 한국기술자격검정원 폐지 결정으로 인하여 상시검정 12개 종목을 한국산업인력공단으로 이전 하여 재시행한다.

## 응시 자격
기능사는 취득 자격에 제한이 없어 누구나 응시가 가능하다

## 시험 및 취득 방법
먼저 필기 시험을 거쳐야 하고, 필기 시험에 합격하면 다시 실기 시험을 거쳐야 한다. 실기 시험에서 합격하면 해당 자격에 대한 자격증이 교부되어 자격을 취득하게 된다.

### 필기 시험
- 필기 시험은 4지 선다형의 객관식으로 출제되며, 문항 수는 60개이고 100점 만점이다.
  - 과목별 점수에 관계 없이 평균 60점 이상 득점하면 합격으로 인정된다. 2017년 1회 필기시험부터 종이 시험 대신 컴퓨터시험으로 바꾸어서 시험을 볼 예정이다. 컴퓨터 필기시험은 대한상공회의소 국가기술자격 상시검정 시행화되어 응시률이 상승하며 30만명 이상으로 추정된다. 상시필기 기능사시험은 2014년 하반기부터 CBT 필기로 전환하여 컴퓨터 시험 응시자가 상승하여 응시률도 상승하지만 합격률 성적이 안좋은 것으로 분석한다. 종이시험제도는 1984년부터 시행화되어 현재까지 시행하였으나 종이시험이 역사속으로 사라지게 되며 2016년 7월 10일 기준으로 역사를 남게 되었다.CBT 필기 시험 합격자는 정기검정 은 1차 필기 합격날짜로 합격처분을 결정한다.
- 필기 시험 합격 유효 기간은 2년(24개월)이며, 그 기간 이내에 실기 시험 원서를 접수하여야 한다.
- 필기 시험 도중 부정 행위나 본인 외에 대리시험으로 감독관에게 적발될 경우에는 응시일로부터 3년간 한국산업인력공단 주최시험 뿐만 아니라 관련법에 의거 규정하여 , 모든 기관(영화 촬영 자격 영화진흥위원회 미래창조과학부 방송통신위원회 산하 한국방송통신전파진흥원 통신 국가자격 일반 사무및 사무용공인회계 정보기술자격 대한상공회의소)에서 실시하는 국가기술자격검정에 응시할 수 없다.
- 국가기술자격 시험 집행 운영 개정 메뉴얼에 따라 국가기술자격 시험 (1차 지필시험)에 부정행위나 감독관 지시 불응 및 폭행 협박 욕설등으로 하여 발생 할시에 그 국가기술자격 시험을 직권 무효 및 응시자격 3년 제한 강제 퇴실 처분 내리며 그 부정행위자를 형사 고소 및 경찰수사에 의뢰하되 엄중처분 하여 형사 재판 1심구공판 및 구약식 벌금형 처분을 내린다. 1심재판인경우 국가기술자격위반자는 벌금형 판결 내린다.

### 실기 시험
- 실기 시험은 작업형 또는 혼합형(작업+필답)으로 이루어져 있다.
  - 단, 예외적으로 정보처리기능사와 광산보안기능사는 필답형으로 출제된다.
- 실기 시험은(기능사/산업기사/기사 모두 해당) 필기(기능사에 한함)와 마찬가지로 100점 만점이고 60점 이상 득점하면 합격으로 처리된다.

## 연간 검정 횟수
- 한국산업인력공단에서는 1년에 5회의 기능사 정기 검정이 시행된다.
  - 1회, 2회, 4회, 5회 검정은 일반 검정이다.
  - 3회 검정은 특성화 고등학교 필기 면제 검정이다.(일반 필기시험 합격자는 제외)

- 문화체육관광부 겸임 산하기관 영화진흥위원회는 영사기능사는 1년에 2회의 정기 검정이 시행된다.
- 과학기술정보통신부 유관 기관인 한국전파진흥원에서는 1년에 4회의 기능사 정기 검정이 시행된다.
  - 1회, 2회, 4회 검정은 일반 검정이다.
  - 3회 검정은 특성화 고등학교 필기 면제 검정이다.(일반 필기시험 합격자는 제외)

## 검정 종목
모두 180개의 종목이 있으며, 1부, 2부, 3부로 나뉘어서 치르게 된다. 1부, 2부, 3부는 검정 시간별로 나눈 것이므로, 한 회에 같은 장소에서 부가 다른 세 종목을 함께 응시하는 것이 가능하다. 단, 시험 시각이 중복되는 2, 4회 2부 과목과 기능장은 중복 응시가 불가능하다.
2024년 현재 기준으로 삼는다.

### 일반 검정
| 분야               | 자격 이름 | 비고 |
| ------------------ | --- | ---- |
| 디자인             | 제품응용모델링기능사 · 컴퓨터그래픽기능사 · 웹디자인기능사 |      |
| 방송               | 영사기능사 |      |
| 운전ㆍ운송         | 농기계운전기능사 |      |
| 이용ㆍ미용         | 이용사 · 미용사(일반) · 미용사(피부) · 미용사(네일) · 미용사(메이크업) |      |
| 조리               | 한식조리기능사 · 양식조리기능사 · 복어조리기능사 · 중식조리기능사 · 일식조리사 · 조주기능사 |      |
| 건축               | 방수기능사 · 전산응용건축제도기능사 · 조적기능사 · 철근기능사 · 미장기능사 · 비계기능사 · 건축목공기능사 · 건축도장기능사 · 유리시공기능사 · 실내건축기능사 · 온수온돌기능사 · 거푸집기능사 · 도배기능사 · 타일기능사        |      |
| 토목               | 항로표지기능사 · 측량기능사 · 석공기능사 · 철도토목기능사 · 콘크리트기능사 · 전산응용토목제도 · 건설재료시험기능사 · 잠수기능사 · 도화기능사 · 항공사진기능사 · 지도제작기능사 · 금속재창호기능사                            |      |
| 조경               | 조경기능사 |      |
| 건설배관           | 배관기능사 |      |
| 건설기계운전       | 천공기운전기능사 · 타워크레인운전기능사 · 컨테이너크레인운전기능사 · 기중기운전기능사 · 굴삭기운전기능사 · 불도저운전기능사 · 천장크레인운전기능사 · 로더운전기능사 · 롤러운전기능사 · 지게차운전기능사 · 양화장치운전기능사 |      |
| 채광               | 시추기능사 · 광산보안기능사 · 화약취급기능사 |      |
| 기계제작           | 컴퓨터응용선반기능사 · 컴퓨터응용밀링기능사 · 기계가공조립기능사 · 정밀측정기능사 · 전산응용기계제도기능사 · 공유압기능사 |      |
| 기계장비설비ㆍ설치 | 반도체설비보전기능사 · 궤도장비정비기능사 · 건설기계정비기능사 · 농기계정비기능사 · 공조냉동기계기능사 · 자동화설비기능사 · 전자부풍장착기능사 · 설비보전기능사 · 기계장비기능사 · 승강기기능사                              |      |
| 철도               | 철도차량정비기능사 |      |
| 조선               | 전산응용조선제도기능사 · 선체건조기능사 · 동력기계정비기능사 |      |
| 항공               | 항공기체정비기능사 · 항공기관정비기능사 · 항공장비정비기능사 · 항공전자정비기능사 |      |
| 자동차             | 자동차정비기능사 · 자동차차체수리기능사 · 자동차보수도장기능사 |      |
| 금형·공작기계      | 금형기능사 |      |
| 금속ㆍ재료         | 축로기능사 · 열처리기능사 · 금속재료시험기능사 · 제선기능사 · 제강기능사 · 압연기능사 |      |
| 판금ㆍ제관ㆍ새시   | 판금제관기능사 · 플라스틱창호기능사 |      |
| 단조ㆍ주조         | 주조기능사 · 원형기능사 |      |
| 용접               | 특수용접기능사 · 피복아크용접기능사 |      |
| 도장ㆍ도금         | 표면처리기능사 · 금속도장기능사 · 광고도장기능사 |      |
| 화공               | 화학분석기능사 |      |
| 위험물             | 위험물기능사 |      |
| 섬유               | 염색(침염)기능사 · 날염기능사 |      |
| 의복               | 한복기능사 · 신발류제조기능사 · 양복기능사 · 양장기능사 · 세탁기능사 |      |
| 전기               | 철도전기신호기능사 · 전기기능사 |      |
| 전자               | 의료전자기능사 · 전자캐드기능사 · 전자기기기능사 · 전자계산기기능사 · 광학기능사 · 3D프린터운용기능사 |      |
| 정보기술           | 정보기기운용기능사 · 정보처리기능사 |      |
| 방송ㆍ무선         | 무선설비기능사 · 방송통신기능사 |      |
| 통신               | 전파전자통신기능사 · 통신선로기능사 · 통신기기기능사 |      |
| 식품               | 식품가공기능사 |      |
| 제과ㆍ제빵         | 제과기능사 · 제빵기능사 · 떡제조기능사 |      |
| 인쇄ㆍ사진         | 전자출판기능사 · 인쇄기능사 · 사진기능사 |      |
| 목재ㆍ가구ㆍ공예   | 석공예기능사 · 가구제작기능사 · 귀금속가공기능사 · 목공예기능사 · 보석가공기능사 · 도자공예기능사 · 피아노조율기능사 · 보석감정기능사                                                                                        |      |
| 농업               | 유기농업기능사 · 종자기능사 · 화훼장식기능사 · 원예기능사 |      |
| 축산               | 축산기능사 · 식육처리기능사 |      |
| 임업               | 임업종묘기능사 · 버섯종균기능사 · 산림기능사 · 임산가공기능사 |      |
| 어업               | 수산양식기능사 |      |
| 안전관리           | 가스기능사 |      |
| 비파괴검사         | 방사선비파과기능사 · 초음파비파괴기능사 · 자기비파괴검사기능사 · 침투비파괴검사기능사 |      |
| 환경               | 환경기능사 |      |
| 에너지ㆍ기상분야   | 신재생에너지발전설비(태양광)기능사 · 에너지관리기능사 |      |

### 한국산업인력공단 상시 검정
1997년에 시범하여, 1998년부터 정식 시작하였다가, 2012년부터 한국기술자격검정원이었으며, 2018년 7월부터 한국산업인력공단으로 다시 변경하여, 현재까지 시행하고 있다.
| 분야         | 자격 이름                                                                                   | 비고 |
| ------------ | ------------------------------------------------------------------------------------------- | ---- |
| 건설기계운전 | 굴착기운전기능사 · 지게차운전기능사                                                         |      |
| 조리         | 제과기능사 · 제빵기능사 · 한식조리기능사 · 양식조리기능사 · 중식조리기능사 · 일식조리기능사 |      |
| 미용         | 미용사(일반) · 미용사(피부) · 미용사(네일) · 미용사(메이크업)                               |      |
| 건축         | 건축도장기능사 · 방수기능사                                                                 |      |

※ 2022년 정보기술 분야(정보처리기능사 · 정보기기운용기능사) 제외

### 국방부 위탁 검정
| 분야         | 자격 이름 | 비고 |
| ------------ | --- | ---- |
| 이·미용      | 이용사 |      |
| 조리         | 한식조리기능사 · 양식조리기능사 · 중식조리기능사 · 일식조리기능사 |      |
| 건설         | 건축도장기능사 · 건축목공기능사 · 미장기능사 · 배관기능사 · 잠수기능사 · 전산응용건축제도기능사 · 조적기능사 · 철근기능사 · 측량기능사 · 콘크리트기능사 · 타일기능사 · 항공사진기능사                           |      |
| 건설기계운전 | 굴착기운전기능사 · 기중기운전기능사 · 로더운전기능사 · 롤러운전기능사 · 불도저운전기능사 · 지게차운전기능사 |      |
| 안전관리     | 가스기능사 · 방사선비파괴검사기능사 · 자기비파괴검사가능사 · 침투비파괴검사기능사 |      |
| 환경·에너지  | 에너지관리기능사 · 환경기능사 |      |
| 기계         | 건설기계정비기능사 · 공조냉동기계기능사 · 궤도냉동기계기능사 · 궤도장비정비기능사 · 자동차정비기능사 · 자동차차체수리기능사 · 항공기관정비기능사 · 항공기체정비기능사 · 항공장비정비기능사 · 항공전자정비기능사 |      |
| 재료         | 피복아크용접기능사 · 가스텅스텐아크용접기능사 |      |
| 화학         | 위험물기능사 |      |
| 전기·전자    | 전기기능사 · 전자기기기능사 · 전자계산기기능사 |      |
| 정보통신     | 무선설비기능사 · 방송통신기능사 · 전파전자통신기능사 · 정보기기운용기능사 · 정보처리기능사 · 통신기기기능사 · 통신선로기능사                                                                                    |      |
| 인쇄·사진    | 사진기능사 |      |

## 통계
| 연도/현황   |              |           |           |           |           |           |
| 연도/현황   | ~2018년      | 2019년    | 2020년    | 2021년    | 2022년    | 2023년    |
| ----------- | ------------ | --------- | --------- | --------- | --------- | --------- |
| 필기 응시자 | 29,344,531명 | 979,667명 | 823,367명 | 995,767명 | 863,506명 | 983,402명 |
| 필기 합격률 | 40.3%        | 46.8%     | 52.3%     | 52.1%     | 51.1%     | 50.1%     |
| 실기 응시자 | 20,807,928명 | 792,769명 | 698,337명 | 839,195명 | 767,622명 | 756,287명 |
| 실기 합격률 | 51.1%        | 50.0%     | 51.0%     | 50.5%     | 49.8%     | 50.2%     |
| 자격 취득자 | 11,620,860명 | 412,621명 | 364,875명 | 432,485명 | 394,046명 | 391,938명 |